# Rutger Arnhult
Hans Jarl Rutger Arnhult, född 8 maj 1967, är en svensk företagare och finansman som främst är verksam inom fastighetsbranschen.
Rutger Arnhult utbildade sig 1989–1992 till civilekonom på Lunds universitet. Han var analytiker på fondkommissionärsfirman Alfred Berg 1993–1994, på Öhman Fondkommission i Stockholm 1994–1998 och på Handelsbanken 1998–2000.
Han kontrollerar via ask i ask-ägande ett antal fastighetsföretag, vilka tillsammans bedömdes ha ett fastighetsbestånd med ett marknadsvärde på drygt 40 miljarder kronor 2014.
Han var verkställande direktör för Corem Property Group och är sedan 2012 verkställande direktör för fastighetsbolaget Klövern efter att ha tagit aktiekontrollen över bolaget. Via Klövern köpte han upp bolaget Dagon.
Privat är han helägare till M2 Asset Management, som bland annat äger fastigheter i Jönköpingsområdet, och är storägare i fastighetsbolaget Sagax. M2 Asset Management är största ägare, 16 % av aktierna år 2020, till Castellum och Arnhult har länge försökt få en plats i styrelsen för Castellum. Sedan även Corem Property Group köpt in sig i Castellum erbjöds han plats som styrelseordförande. Det har ifrågasatts av delar av valberedningen, eftersom han dessutom är verkställande direktör för huvudkonkurrenten Klövern. Klövern meddelade dock att Arnhult avsåg att lämna uppdraget som VD för Klövern, och den 24 mars 2021 meddelade Klövern att Arnhult skulle efterträdas av Peeter Kinnunen som tf VD så snart han valts in i Castellums styrelse. Vid bolagsstämman den 25 mars 2021 valdes Arnhult till ny ordförande för Castellumoch den 28 november 2021 innehade han 21,4 % av aktierna i bolaget. Han meddelade samtidigt att han lämnar styrelsen för Klövern. 10 januari 2022 utsågs Arnhult till verkställande direktör för Castellum samtidigt som Per Berggren efterträdde honom på styrelseordförandeposten. Detta skedde efter att tidigare VD Biljana Pehrsson och styrelsen inte nått samsyn i hur arbetet kring integrationen mellan Castellum och Kungsleden skulle ske.
Rutger Arnhult bedömdes 2015 vara en av 156 svenska miljardärer.. Han har av magasinet Fastighetsvärldens läsare flera gånger korats till en av fastighetsbranschens fem mäktigaste.
Arnhult gjorde, enligt magasinet Fastighetsvärlden, sitt första fastighetsköp 1996 genom att tillsammans med några andra investerare förvärva ett bostadsbestånd i Jönköping.
Klövern har efter Arnhults övertagande växt kraftigt. Bolaget har bland annat förvärvat allt mer centrala fastigheter i de tre storstadsområdena. Bland annat har bolaget köpt kontorsfastigheterna vid Globen, flera attraktiva fastigheter i Solna, och även köpt bolagets första fastighet i centrala Stockholm, ett stenkast från Centralstationen.